# 橋口文蔵

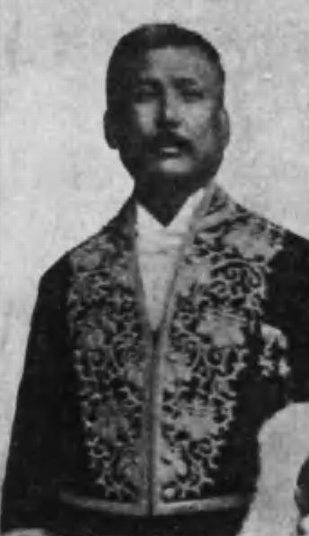
橋口文蔵

橋口 文蔵（はしぐち ぶんぞう、嘉永6年6月1日（1853年7月6日） - 明治36年（1903年）8月10日）は、明治期の官吏、実業家。札幌農学校長等を歴任。

## 経歴
薩摩国で薩摩藩士・橋口兼三の長男として生まれる。叔父に樺山資紀、橋口伝蔵、いとこに樺山愛輔がいる。
明治5年（1872年）に慶應義塾に入り、卒業後に開拓使に勤務していたが、官費留学生となり明治12年（1879年）にマサチューセッツ農業大学に留学。明治14年（1881年）に帰国したのち農商務省奏任掛から、少書記となる。その後、北海道庁理事官となると、現地で各種の製糖研究と技術普及を行う。更に農場開発にも着手した。明治16年(1883年)、紋別(現伊達市)製糖所々長を務め、明治20年(1887年)、壮瞥町で橋口農場を開き、更に同年留寿都村でも農牧場を開設し、米国農法を普及すべく、米国製農具などを輸入し、使用を奨励した。
1891年アイヌ民族共有財産を別会社の株券に替えたスキャンダルにて、北海道庁第二部長ならびに札幌農学校校長ともに「非職（諭旨免職）」になる。
札幌農学校長「非職（諭旨免職）」を経て、根本正、藤田敏郎等の、墨国（メキシコ）の太平洋沿岸視察が始まると、これに参加し、明治27年（1894年）にメキシコを探検。森鷗外から「大胆そのものの人物」と称された。帰国後に台湾総督府殖産局入局。更に明治29年（1896年）には台北県知事となる。
明治28年（1895年）に北海道伊達市大滝区の優徳および北湯沢に農場を拓いたのが旧・大滝村の開拓の始まりと伝えられる。

## 家族
- 父・橋口兼三[4]
- 妻・チカ（千賀、1860-） ‐ 子爵黒田清綱の長女。義弟に黒田清輝（清綱の弟・黒田兼清の長男で清綱の養子）。[4]
- 長女・しげ（1883-） ‐ 東京帝国大学農学部教授・町田咲吉の妻。学習院女学部出身。[5]
- 長男・橋口兼清（1885-） ‐ 大日本農会理事。東京高等農学校卒業後、農林省農事試験場技師となり、大日本麦酒勤務を経て東京農大評議員長のほか、父親が拓いた北海道の橋口農場主となり、敷地の一部で紫明苑（現・紫明苑開拓記念公園）を経営。[5][2]
- 二女・ユキ（雪子、1886-） ‐ 三井造船常務・北郷七次（1884年鹿児島生、東大造船科卒）の妻。学習院女学部出身。[5]
- 二男・橋口孝（1887-） ‐ 孝の長男の文紀（1923-）は、近藤廉治（男爵近藤廉平の五男で、文蔵のいとこ樺山愛輔の娘婿)の養子となったが、その後、子爵・黒田清輝の死跡を継いだ。[5][6]
- 三女・ナツ（夏子、1895-） ‐ 子爵田尻鉄太郎 の妻。双葉高等女学校出身。[7]
- 四女・満（1899-） ‐ 帝国製糖監査役・島津家家扶の松元泰正の長男・泰雄（十五銀行勤務。京都帝国大学経済学部卒）の妻。[5][8][9]
- 叔父・橋口伝蔵 ‐ 父の弟。子に橋口勇馬。[4]
- 叔父・樺山資紀 ‐ 父の次弟。子に樺山愛輔。孫に白洲正子。[4]
- 弟・橋口直右衛門 ‐ 外交官。駐仏日本公使館書記生として渡仏の際に黒田清輝を伴った。京城副領事、漢口副領事、清国公使館書記官などを務め、1894年より翌年まで在ニューヨーク日本総領事館領事を務めた。妻の琴子は34歳で未亡人となり、伏見宮の御用取扱（妃殿下につく女官）となり、博恭王妃経子に仕えた。娘婿に汾陽光二、平沢越郎（小原直の弟）。[4][10][11]

## 栄典・授章・授賞
- 1896年（明治29年）3月31日 - 勲五等瑞宝章[12]
- 1897年（明治30年）12月28日 - 勲四等瑞宝章[13]

## 関連文献
- 『立身致富信用公録. 第11編』国鏡社、1903年5月、「橋口文蔵」の項。